# FrieslandCampina
Zuivelcoöperatie FrieslandCampina U.A. is een grote, internationaal opererende zuivelcoöperatie, gevormd door melkveehouders in Nederland, België en Duitsland. De onderneming bestaat officieel sinds 30 december 2008 en kwam tot stand na een fusie van de zuivelcoöperaties Friesland Foods en Campina. De feitelijke activiteiten van de coöperatie vinden plaats in Koninklijke FrieslandCampina NV. In december 2004 ontving Friesland Foods het predicaat Koninklijk ter gelegenheid van het 125-jarig bestaan. De officiële naam komt na de fusie dan ook op 'Koninklijke FrieslandCampina' (Engels: Royal FrieslandCampina).
De producten van FrieslandCampina worden in ruim 100 landen wereldwijd verkocht. De gevoerde merken zijn onder meer Chocomel, Fristi, Optimel, Mona, Valess (vleesvervanger op basis van melk) en Friesche Vlag.

## Geschiedenis

### Fusie van Friesland Foods en Campina
Campina en Friesland Foods, destijds de twee grootste zuivelcoöperaties van Nederland, kondigden op 19 december 2007 aan te willen fuseren. In april 2008 bereikten beide ondernemingen overeenstemming over een fusieovereenkomst, dit gebeurde na goedkeuring van de ledenraad. De Europese Commissie stemde op 17 december 2008 in met de fusie, met als voorwaarde dat de nieuwe onderneming enkele activiteiten zou afstoten. Het ging daarbij om twee merken voor houdbare zuiveldranken (Yogho! Yogho! en Choco Choco) en twee fabrieken, namelijk in Nijkerk (dagverse zuivel) en Bleskensgraaf (kaas). Zonder deze verkopen zouden de twee bedrijven circa 70-80% van de inkoop van rauwe melk beheersen; een dominante positie in Nederland die de concurrentie niet ten goede zou komen. Nog dezelfde dag keurden veehouders de fusie definitief goed.
Ten tijde van de aankondiging van de fusie was FrieslandCampina op papier de grootste zuivelcoöperatie ter wereld en nummer 3 als zuivelonderneming. De zuivelgigant telde toen ongeveer 22.000 medewerkers, 17.000 aangesloten boeren, een omzet van € 8,3 miljard en 8,7 miljoen ton verwerkte melk.

### Overname Milcobel
Op 18 december 2024 hebben FrieslandCampina en Milcobel aangekondigd te gaan fuseren. Micobel is een Belgische zuivelcoöperatie. Met een jaaromzet van ongeveer 1 miljard euro is Milcobel veel kleiner dan FrieslandCampina. Gaat het fusie plan door dat krijgt de combinatie een omzet van ruim 14 miljard euro, is het actief zijn in 30 landen en telt het wereldwijd bijna 22.000 medewerkers. De twee verwerken jaarlijks meer dan 10 miljard kilogram melk geleverd door bijna 11.000 leden-melkveebedrijven in Nederland, België, Duitsland en Noord-Frankrijk. In de eerste helft van 2025 wordt het fusievoorstel uitgewerkt en besproken met leden van FrieslandCampina en de aandeelhouders van Milcobel.

## Ondernemingsstructuur
De Zuivelcoöperatie FrieslandCampina UA telt 17.000 leden; dit zijn melkveehouders in Nederland, Duitsland en België. De leden zijn ingedeeld in 14 districten en ieder district heeft een districtsraad, die bestaat uit tien leden-melkveehouders. Deze leden stellen zichzelf verkiesbaar en worden gekozen door de melkveehouders uit hun district. De 140 districtsraadsleden vormen de ledenraad van FrieslandCampina. Verder vormen de 14 districtsvoorzitters samen het voorzittersoverleg, dit is een klankbord voor het bestuur. Het bestuur van Zuivelcoöperatie FrieslandCampina UA bestaat uit negen leden-melkveehouders die worden benoemd door de ledenraad op bindende voordracht van het voorzittersoverleg van FrieslandCampina. Deze negen leden-melkveehouders besturen de coöperatie, nemen besluiten en zijn verantwoordelijk voor het besluitvormingsproces. De leden van het bestuur maken ook deel uit van de raad van commissarissen van de onderneming Koninklijke FrieslandCampina NV waarvan de Zuivelcoöperatie alle aandelen in handen heeft.

## Activiteiten

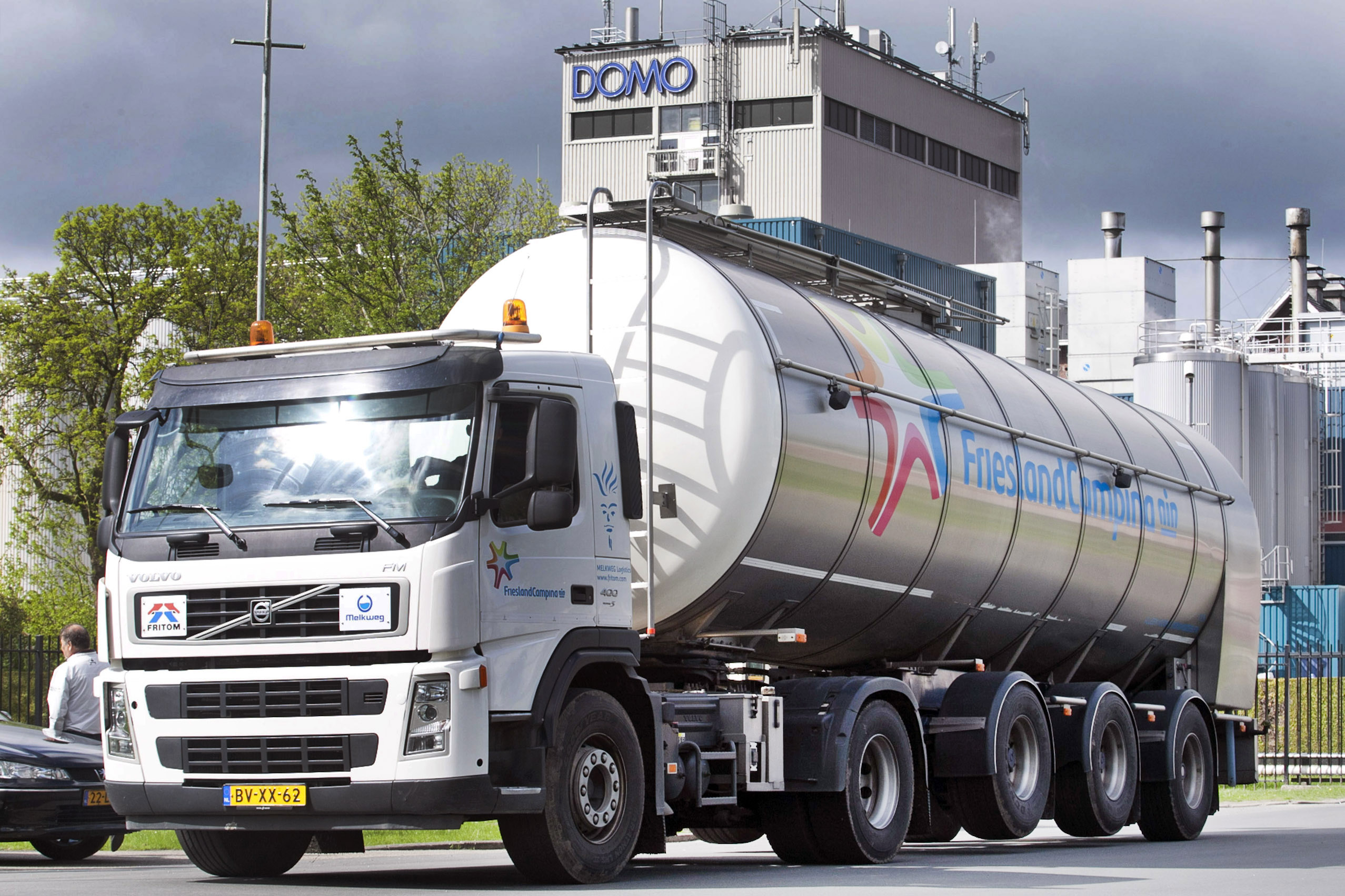
FrieslandCampina tankauto bij de DOMO-fabriek in Bedum

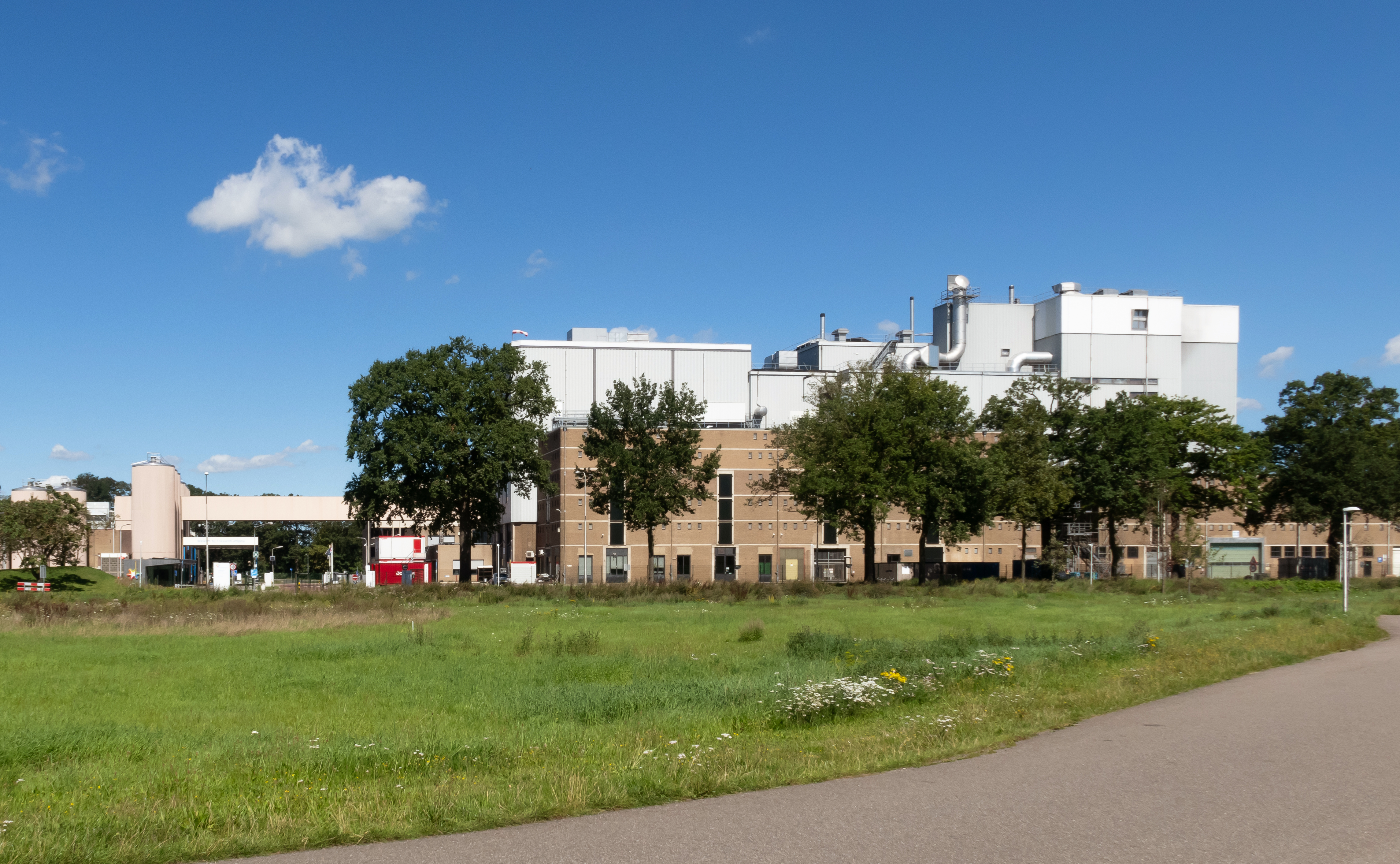
Lochem, zuivelcoöperatie FrieslandCampina

Het productassortiment van FrieslandCampina bestaat uit melk, baby- en kindervoeding, zuiveldranken, yoghurts, desserts, kaas, boter, room, melkpoeder en ingrediënten uit zuivel. De vruchtensappen en vruchtendranken, georganiseerd onder de bedrijfsnaam Riedel, werden in 2017 verkocht.
Vanaf 1 april 2021 zijn de activiteiten als volgt verdeeld:
FrieslandCampina Food & Beverage
- Deze business group voorziet consumenten van een scala aan zuivelproducten met nutriënten van melk. Dit is naar omzet gemeten veruit de grootste activiteit.

FrieslandCampina Specialised Nutrition
- De business group Specialised Nutrition biedt zuivel met een hoge voedingswaarde voor specifieke groepen consumenten.

FrieslandCampina Ingredients
- Produceert ingrediënten voor kindervoeding en specifieke producten voor volwassenen op het gebied van medische voeding en sportvoeding.

FrieslandCampina Trading
- Deze business group produceert en verkoopt kaas, boter, melkpoeder en vloeibare producten, zoals rauwe melk, room, magere melk en melkconcentraat.

Het is een zeer internationaal actieve onderneming. Van de totale omzet werd in 2023 driekwart buiten Nederland gerealiseerd. Duitsland is de tweede thuismarkt. In Europa, exclusief Nederland en Duitsland, werd 25% van de omzet behaald en Azië heeft een omzetaandeel van zo'n 30%. Het bedrijf telde in 2023 bijna 21.000 werknemers en verwerkte zo'n 11 miljard kilogram melk. In 2009 werd in de hele Europese Unie 133,7 miljard kilogram verwerkt, hetgeen aangeeft dat de onderneming een grote partij is in de melkmarkt.
Enkele merknamen van het bedrijf zijn Friesche Vlag, Vifit, Valess, Optimel en Milner.
In december 2016 nam het een 51% aandelenbelang in Engro Foods in Pakistan, het tweede zuivelbedrijf in het land. FrieslandCampina betaalde hiervoor € 436 miljoen en versterkte hiermee zijn positie in Centraal-Azië. Andere aandeelhouders in Engro Foods zijn Engro Corporation Ltd. en 9% van de aandelen staan genoteerd op de Pakistan Stock Exchange. Anno begin 2019 worden de prestaties van deze vestiging als "kwakkelend" bestempeld.

### Resultaten
In 2023 leed het bedrijf een fors verlies. De omzet daalde met 7% mede door een lagere vergoeding aan de boeren voor het geleverde melk (−15% ten opzichte van 2022). Het bedrijf kondigde in december 2023 aan dat zo'n 1800 banen gaan verdwijnen, die leidde in een reorganisatievoorziening van € 136 miljoen. Verder werd een langlopend contract beëindigd en waren er wisselkoersverliezen op een lening die bij elkaar € 88 miljoen kostte.
Hieronder een tabel met de belangrijkste cijfers van FrieslandCampinasinds 2008:
| Jaar | Omzet    | Bedrijfs- resultaat | Netto- resultaat | Totaal verwerkte melk (in kg) | Melkaanvoer van leden (in kg) |
| ---- | -------- | ------------------- | ---------------- | ----------------------------- | ----------------------------- |
| 2008 | € 9454   | € 248               | € 135            | 11.446                        | 8589                          |
| 2009 | € 8160   | € 258               | € 181            | 10.755                        | 8685                          |
| 2010 | € 8972   | € 434               | € 285            | 10.266                        | 8821                          |
| 2011 | € 9626   | € 403               | € 216            | 10.140                        | 8838                          |
| 2012 | € 10.309 | € 428               | € 274            | 10.215                        | 8860                          |
| 2013 | € 11.418 | € 513               | € 327            | 10.659                        | 9261                          |
| 2014 | € 11.348 | € 489               | € 303            | 10.716                        | 9453                          |
| 2015 | € 11.265 | € 576               | € 343            | 11.066                        | 10.060                        |
| 2016 | € 11.001 | € 563               | € 362            | 11.231                        | 10.774                        |
| 2017 | € 12.110 | € 444               | € 227            | 11.433                        | 10.716                        |
| 2018 | € 11.553 | € 342               | € 203            | -                             | 10.375                        |
| 2019 | € 11.297 | € 423               | € 278            | -                             | 10.020                        |
| 2020 | € 11.140 | € 268               | € 79             | -                             | 10.064                        |
| 2021 | € 11.501 | € 355               | € 172            | -                             | 9745                          |
| 2022 | € 14.076 | € 471               | € 292            | -                             | 9502                          |
| 2023 | € 13.072 | € 75                | € −149           | -                             | 9369                          |

## Melkprijs aan boeren
FrieslandCampina betaalt aan de leveranciers van de melk een zogenaamde garantieprijs en de leden krijgen daarbovenop een prestatietoeslag. De garantieprijs is een gemiddelde melkprijs die in omliggende landen aan de boeren werd betaald. De hoogte van de prestatietoeslag is afhankelijk van de financiële resultaten van de onderneming. Van de winst wordt een aantal specifieke vergoedingen afgetrokken en van het restant wordt 25% aan de leden uitbetaald als prestatietoeslag. Leden-melkveehouders die hun melkkoeien ten minste 120 dagen per jaar en minimaal 6 uur per dag in de wei laten grazen ontvangen een premie. In 2012 was deze premie € 0,50 per 100 kg melk.
Vanaf begin 2015 staat de melkprijs fors onder druk. Per 1 april 2015 is het melkquotum afgeschaft en daardoor is de melkaanvoer gestegen. De zuivelexport naar Rusland is vrijwel compleet stilgevallen. De zuivelexport naar China steeg, maar per saldo daalde de totale exportwaarde van zuivel in de eerste vijf maanden van 2015 met ruim 10% ten opzichte van diezelfde periode in 2014. Over heel 2015 kreeg het bedrijf ruim 10% meer melk aangeleverd door de leden. In 2018 was sprake van een kentering in de melkproductie. Het aantal melkkoeien daalde door een minder hoog fosfaatplafond en de melkproductie per koe daalde door de zeer droge zomer.
In 2022 is de vergoeding aan de boeren voor melk zeer sterk gestegen. De melkaanvoer bleef achter bij de aanvoer in 2021 door onder meer het koude weer en hoge kosten voor voer en kunstmest. De vraag naar melk nam in Europa juist toe door het beëindigen van corona-lockdowns. Het gevolg was dat de melkprijzen fors toenamen. Vanaf de late zomer kwam er meer evenwicht in de markt en begonnen de prijzen weer te dalen, maar gemiddeld lag de garantieprijs in 2022 bijna 50% hoger dan in 2021.
Hieronder een overzicht van de opbouw van de melkprijs betaald aan boeren sinds 2008. Het verschil tussen de garantieprijs en de totale vergoeding wordt verklaard door een reeks van speciale vergoedingen, waaronder de weidegangtoeslag en reservering en rente op ledenobligaties.
| Jaar | Garantieprijs | Totale vergoeding |
| ---- | ------------- | ----------------- |
| 2008 | 35,89         | 36,66             |
| 2009 | 26,40         | 27,34             |
| 2010 | 32,39         | 34,35             |
| 2011 | 36,94         | 38,77             |
| 2012 | 33,87         | 36,24             |
| 2013 | 39,45         | 42,49             |
| 2014 | 39,38         | 42,31             |
| 2015 | 30,68         | 34,64             |
| 2016 | 28,38         | 32,26             |
| 2017 | 37,96         | 40,01             |
| 2018 | 36,05         | 37,43             |
| 2019 | 35,66         | 40,00             |
| 2020 | 34,46         | 35,72             |
| 2021 | 37,84         | 39,88             |
| 2022 | 55,21         | 58,69             |
| 2023 | 46,26         | 45,49             |

## Trivia
In 2014 won het bedrijf de Koning Willem I-prijs.